# 枚中桔
枚中桔（越南语：／；1857年—1945年），越南阮朝官員。

## 生平
枚中桔是建安省安陽縣雙梅總苗芽社（今屬海防市安陽縣新進社）人。法屬初期，任職於北圻經略衙。後出任廣安按察使。成泰十三年（1901年），改任河南按察使。成泰十六年（1904年），改任永安按察使。成泰十七年（1905年），升永安巡撫。維新七年（1913年），升署總督，仍領永安巡撫。次年（1914年），實授總督銜。啟定元年（1916年），改任北寧總督，署協辦大學士。啟定三年（1918年）正月，實授協佐大學士。啟定四年（1919年）十月，加太子少保銜。啟定五年（1920年），枚中桔致事。四月，封文新男（越南语：／）。後升授東閣大學士。

## 子女
枚中桔子女眾多。兒子枚中栨是越南著名畫家。

## 图库

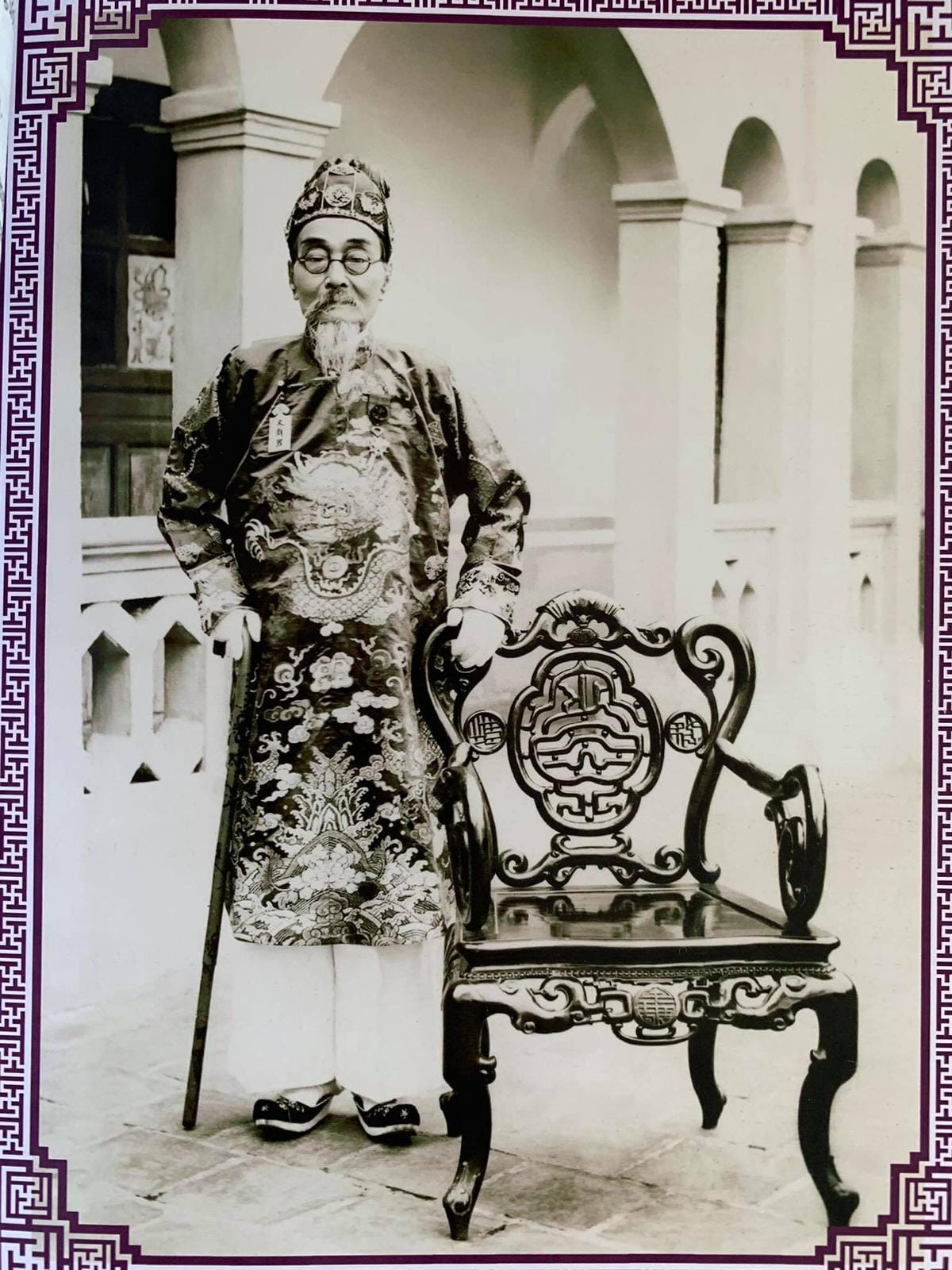
枚中桔肖像照片
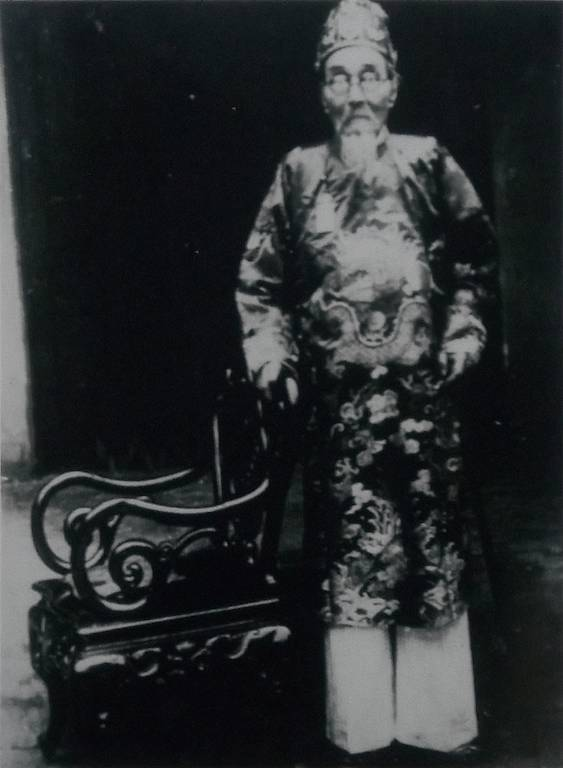
1919年时的枚中桔
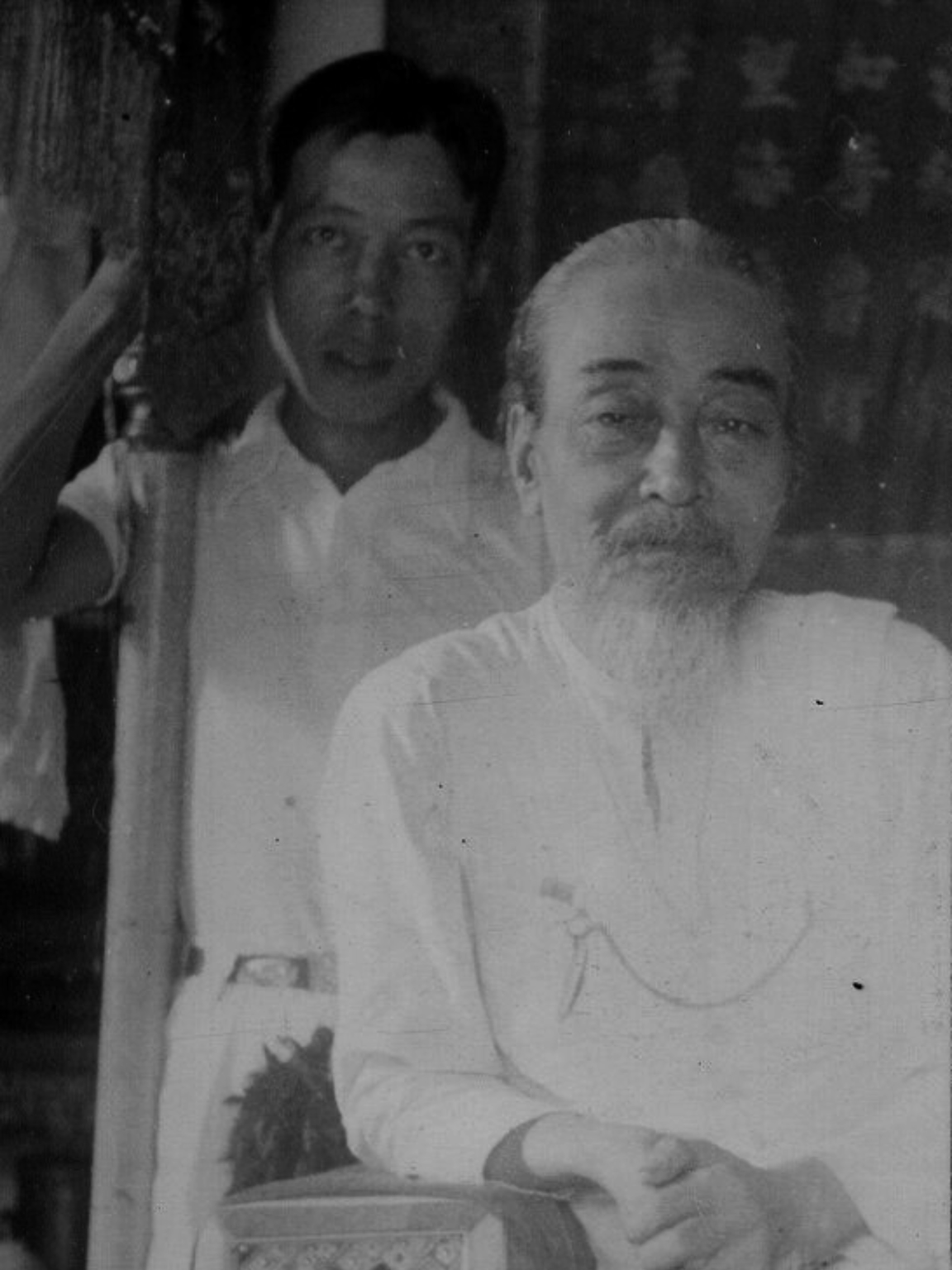
枚中桔与枚中栨父子